# アルパインスターズ
アルパインスターズ（Alpinestars Inc.）は、イタリアヴェネト州トレヴィーゾ県アーゾロに本社を、アメリカカリフォルニア州トーランスにデザイン本部を置くレーシングスーツメーカー。

## 概要

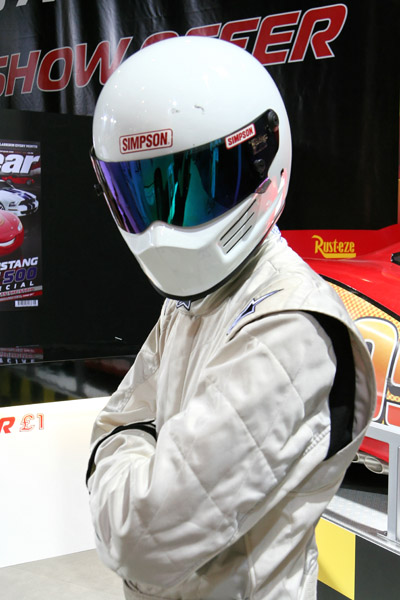
シンプソンのヘルメットとアルパインスターズのレーシングスーツを着用したザ・スティグ

1963年にSante Mazzaroloが設立。直訳にすると「アルプスに咲く花」。スキーブーツ、ハイキングブーツの製造を始めたが、まもなくモトクロス用ブーツの製造を開始。他にもロードレース用ブーツなど、オートバイレース全般のブーツ製造を行ってきた。1990年代には、さまざまなタイプのプロテクター、レーシングスーツ、レーシンググローブ、フルレザースーツジャケットの製造も開始し、モータースポーツ用総合アパレルメーカーとしての現在の地位を築いた。1996年まではマウンテンバイクの製造も行っていた。
4輪の日本の総輸入元はSPK株式会社
2輪についてはalpinestars JAPANと 岡田商事株式会社が担当

## 主なユーザー（過去に使用した人も含む）

### 二輪車レース
- アンドレア・ドヴィツィオーゾ
- アクセル・ポンス
- ベン・スピーズ
- ケーシー・ストーナー
- ダニ・ペドロサ
- ヘクトール・バルベラ
- ジョナス・フォルガー
- マルク・マルケス
- ミカ・カリオ
- ニッキー・ヘイデン
- ラファエレ・デ・ロサ
- ラパター・ウィライロー
- ランディ・マモラ
- ロベルト・ロルフォ
- トーマス・ルティ
- トニ・エリアス
- ウラジミール・イワノフ
- ケビン・シュワンツ
- マイケル・ドゥーハン
- マックス・ビアッジ
- ボブ・ハンナ
- リック・ジョンソン
- ジェレミー・マクグラス
- ケニー・ロバーツ
- ロジャー・デコスタ
- ヒッキ・ミッコラ
- ファビオ・クアルタラロ
- ホルヘ・ロレンソ

他多数。

### 自動車レース
- エイドリアン・スーティル
- ミハエル・シューマッハ
- ニコ・ロズベルグ
- ヴィタントニオ・リウッツィ
- ファン・パブロ・モントーヤ
- デビッド・クルサード
- トミ・マキネン
- クリスチアーノ・ダ・マッタ
- フェルナンド・アロンソ
- ジミー・ジョンソン

他多数。